# Spathacanthus hahnianus
Spathacanthus hahnianus là một loài thực vật thuộc họ Acanthaceae. Loài này có ở Costa Rica, Guatemala, Honduras, México, và Nicaragua. Chúng hiện đang bị đe dọa vì mất môi trường sống.